# Diplôme national d'œnologue
Pour les articles homonymes, voir DNO.
Ne doit pas être confondu avec Sommelier.

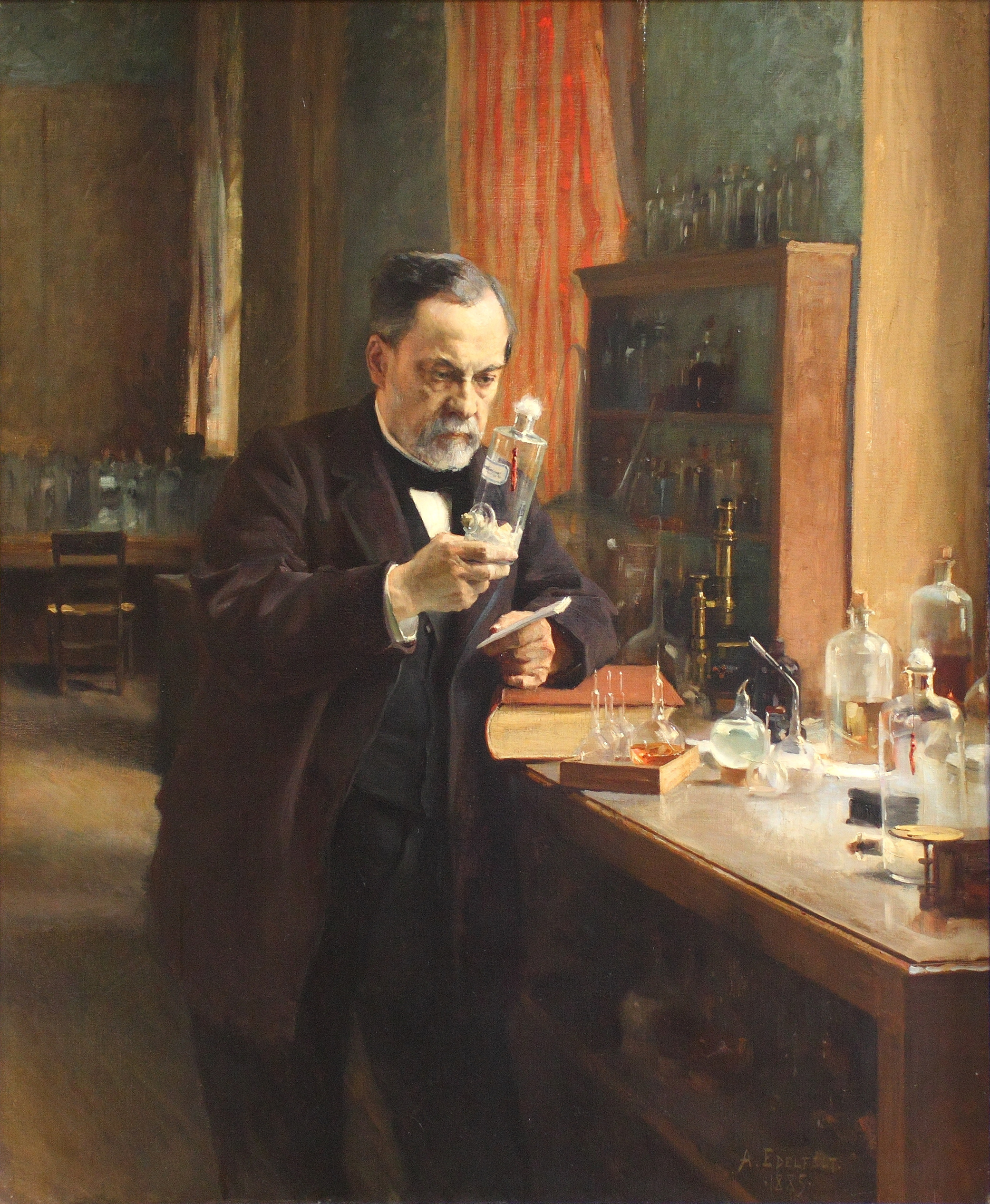
Prémices de l’œnologie, la science du vin. Louis Pasteur - 1885.

Le diplôme national d'œnologue (DNO) est une formation universitaire française axée sur l'œnologie, la science du vin, essentiellement et les disciplines qui l'entourent. Il se prépare en deux ans et fait partie du cursus de formation en viticulture-œnologie.
Selon l'Union des œnologues de France (syndicat professionnel des œnologues de France), l'œnologue est « un expert qualifié qui, en raison de ses connaissances scientifiques et techniques, assure la pleine responsabilité de l'élaboration des jus de raisin, des vins et des produits dérivés du raisin. ».

## Histoire
Le diplôme national d'œnologue est né en 1955, à la faculté de pharmacie de Montpellier du fait des modifications structurelles apparues dans la filière vin lors de la première moitié du XXe siècle, et notamment l'augmentation des demandes d'analyses sur les vins, réalisées à l'époque par le laboratoire de pharmacie.
En effet, la crise phylloxérique apparue à partir de 1880 avait provoqué d'abord d'importantes pénuries puis l'apparition de pratiques frauduleuses conduisant à une crise de surproduction comme en témoigne la révolte des vignerons du Languedoc en 1907.
En outre, les prémices de la mondialisation des échanges parallèlement à un développement des techniques et des connaissances viti-vinicoles (en lien avec la révolution industrielle) conduit la « profession » à faire face à un fort besoin de structuration. La révolte des vignerons de la Champagne en 1911 ou la création de l'OIV en 1924 en sont des exemples.
En 2007 et à la suite de la réforme LMD, l'entrée en formation du diplôme national d'œnologue (DNO) nécessite la possession d'un diplôme de niveau licence (niveau III en France selon la nomenclature des niveaux de formation de 1967 soit un équivalent européen à 180 crédits ECTS). Jeune diplômé, l'œnologue dispose depuis cette date d'un diplôme de niveau I selon la nomenclature des niveaux de formation de 1967 soit un équivalent de 300 crédits ECTS.

## Statut d'œnologue
En France, œnologue est un titre soumis à l'obtention d'un diplôme d'État délivré conjointement par le ministère de l'Agriculture et le ministère de l'Éducation nationale. Ce titre est réglementé par la loi no 55-308 et par le décret no 82-681 qui nécessite l'obtention du diplôme national d'œnologue. De ce fait, l'œnologue est soumis à des devoirs et à des droits particuliers.
Par ailleurs, lors de la cérémonie de remise du diplôme national d'œnologue les jeunes diplômés prêtent serment au code de déontologie de l'Union des œnologues de France qui comporte onze commandements.
Le code ROME souvent associé est « A1413 : Fermentation de boissons alcoolisées ».

## Programme
L'organisation de la formation et le programme de formation sont définis pour l’ensemble des centres, seules des unités d'enseignements optionnelles peuvent être proposées ou non selon le lieu de formation. Au total, le diplôme s’acquiert en deux ans avec 120 ECTS pour environ 1500 heures de formation.

### Unités obligatoires
- La vigne et son milieu
- Bases de la viticulture et production des raisins
- Micro-organismes et fermentations
- Technologie des vinifications
- Pratiques et traitements œnologiques
- Composition et évolution du vin
- Techniques d’analyses des moûts et des vins ; analyse sensorielle
- La filière et sa réglementation
- Assurance qualité, hygiène et sécurité
- Langue étrangère
- Conduite d’entreprise (incluant la capacité professionnelle agricole)
- Effluents et produits dérivés de la vigne et du vin
- Stage pratique

### Unités d’approfondissement optionnelles
- Terroirs et conduite du vignoble
- Le monde du vin
- Conception et implantation rationnelle d’installation vinicole
- Qualification du laboratoire d’analyses œnologiques et recherche de contaminants
- Expérimentation et développement de nouveaux procédés œnologiques
- Dégustation professionnelle

## Débouchés

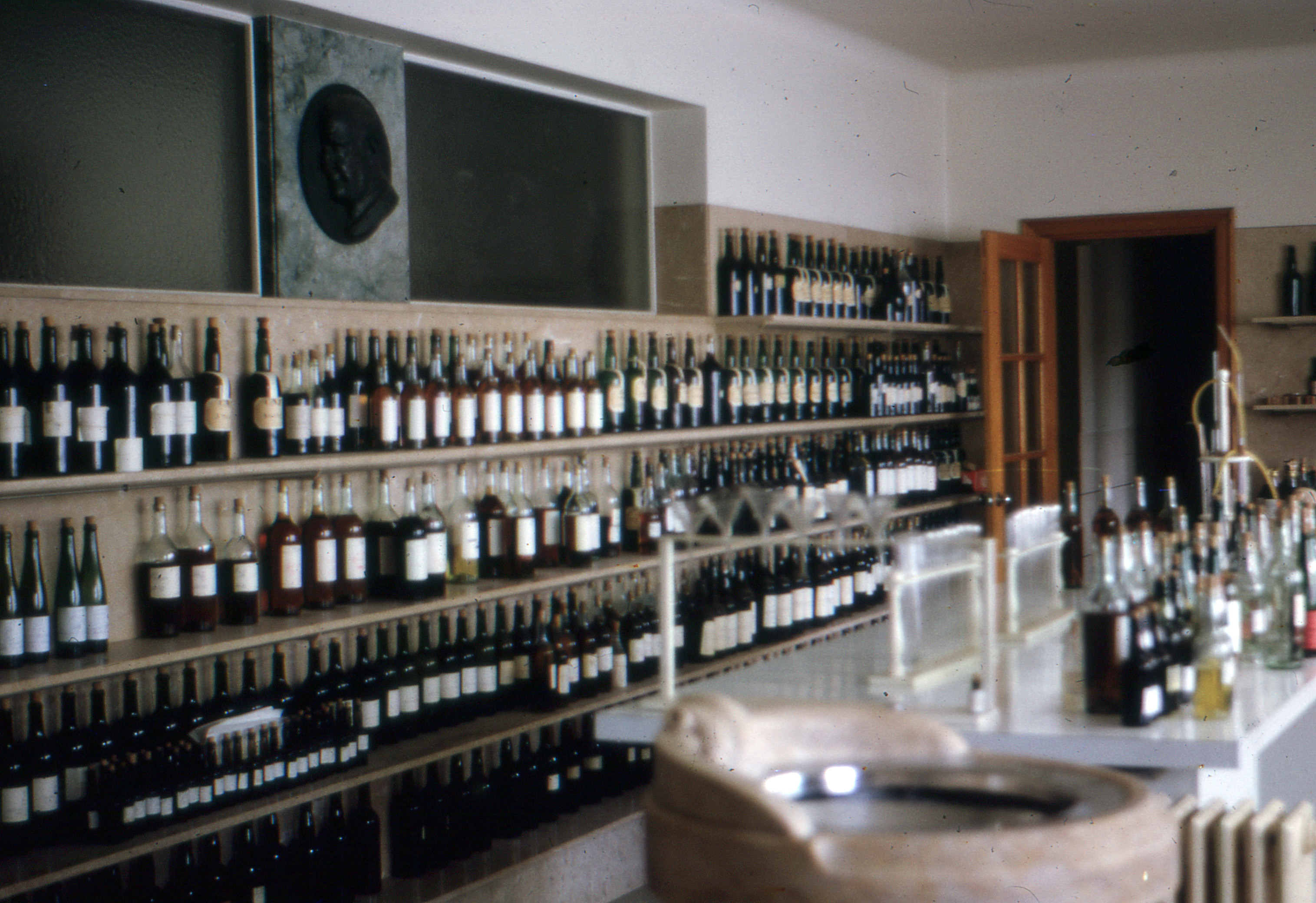
Laboratoire d’œnologie.

Les fonctions potentiellement accessibles à l'issue du diplôme sont : 
- Exploitant agricole
- Maître de chai
- Consultant en œnologie et conseil
- Directeur de production
- Directeur général, dirigeant, gérant
- Responsable d'analyses / responsable de laboratoire
- Responsable qualité
- Responsable technique
- Recherche et développement
- L'enseignement
- Technico-commercial en matériel et produits viti-vinicoles

Elles peuvent s'exercer dans tous les types d'entreprises viti-vinicoles : 
- En exploitations individuelles, coopératives, groupements de producteurs
- Dans les maisons de négoce, sociétés commerciales
- En laboratoires d’œnologie, cabinets d’audit-conseil
- Dans les tonnelleries
- En organismes consulaires tels que les chambres d’agriculture
- Dans les organisations syndicales et interprofessionnelles, ou instituts techniques
- Au sein de l'administration d’Etat (DGCCRF, INAO, France Agrimer, etc.)
- Dans les structures d'enseignement, de formation et de recherche
- Service de recherche et développement et commercial des industries de produits œnologiques et des équipementiers
- Dans le commerce, la distribution, ou la communication

## Serment
Les œnologues prêtent serment sur le code de déontologie de l'Union des Œnologues de France :
« Je jure solennellement d’être fidèle à ce serment et de répondre de mes actes devant l’ensemble de la Profession.
- 1er commandement : De consacrer mes compétences à la recherche d’une qualité du vin et de ses produits dérivés en respectant leurs authenticités, leurs qualités organoleptiques et nutritionnelles.
- 2e commandement : De m’abstenir de tout acte ou propos de nature à déconsidérer la profession et de n’exercer aucune activité incompatible avec la dignité professionnelle.
- 3e commandement : De m’attacher à résoudre les problèmes relevant de ma compétence dans le respect de la légalité.
- 4e commandement : D’agir en toute honnêteté envers mon employeur et mes clients.
- 5e commandement : De faire connaître et respecter les obligations et prérogatives de ma fonction.
- 6e commandement : De ne pas délivrer de bulletins d’analyses ou toute autre attestation de complaisance.
- 7e commandement : De respecter le secret professionnel.
- 8e commandement : De respecter et d’appliquer correctement les règlements et les usages dans l’exercice de ma fonction.
- 9e commandement : De collaborer et d’agir avec loyauté avec mes confrères.
- 10e commandement : De faire preuve de la plus stricte objectivité et de m’abstenir de propos dénigrants.
- 11e commandement : D’éclairer de mes conseils et de mon expérience les générations d’œnologues à venir.  »

— Union des œnologues de France, 

## Œnopiades
Le terme est issu de la contraction d’œnologie et de l'emprunt du mot olympiades. Chaque année depuis 2003, les cinq centres de formations se réunissent, généralement lors du premier weekend d'avril. C'est l'occasion pour environ 250 étudiants œnologues de participer à des conférences sur les technologies viti-vinicole, de se rencontrer, et de participer à des épreuves, de dégustation, de culture générale, de diverses activités autour de l’œnologie, et sportives. Un roulement annuel dans l'organisation permet à chaque centre de recevoir les autres écoles à tour de rôle. Au terme de ces œnopiades, un vainqueur remporte le titre par la somme des points accumulés lors des différentes épreuves.

## Centres universitaires
En France il existe cinq centres dispensant les cours du diplôme national d’œnologue :
- Institut de la Vigne et du Vin Jules Guyot à Dijon
- Université Montpellier I à Montpellier
- Institut national polytechnique à Toulouse
- Université de Reims à Reims
- Université Bordeaux Segalen à Bordeaux

Certaines écoles d'ingénieur en agronomie proposent une spécialisation lors de la dernière année, pour également obtenir le diplôme d'œnologue, comme l'institut national d'études supérieures agronomiques de Montpellier.
Il existe des formations équivalentes en France et à l'étranger, qui donne un niveau de master et qui peuvent également porter sur l’œnologie sans donner le titre d’œnologue.

### Traduction
- (en) National diploma in œnology